# Polyergus lucidus
Polyergus lucidus är en myrart som beskrevs av Mayr 1870. Polyergus lucidus ingår i släktet Polyergus och familjen myror. IUCN kategoriserar arten globalt som sårbar.

## Underarter
Arten delas in i följande underarter:
- P. l. longicornis
- P. l. lucidus

## Bildgalleri

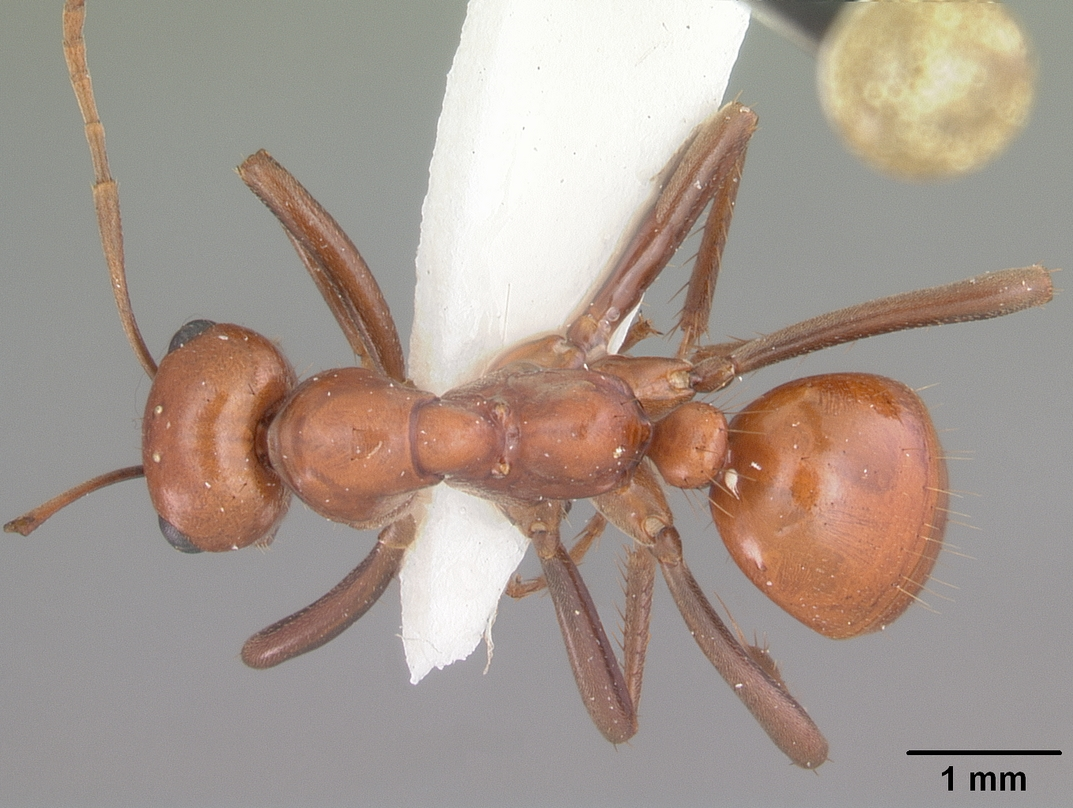
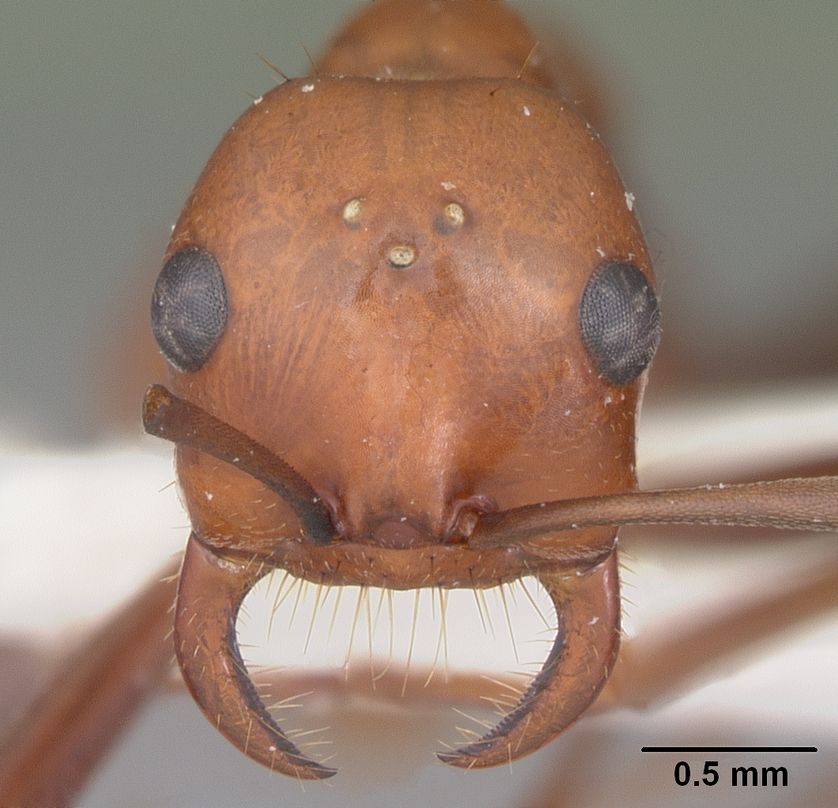
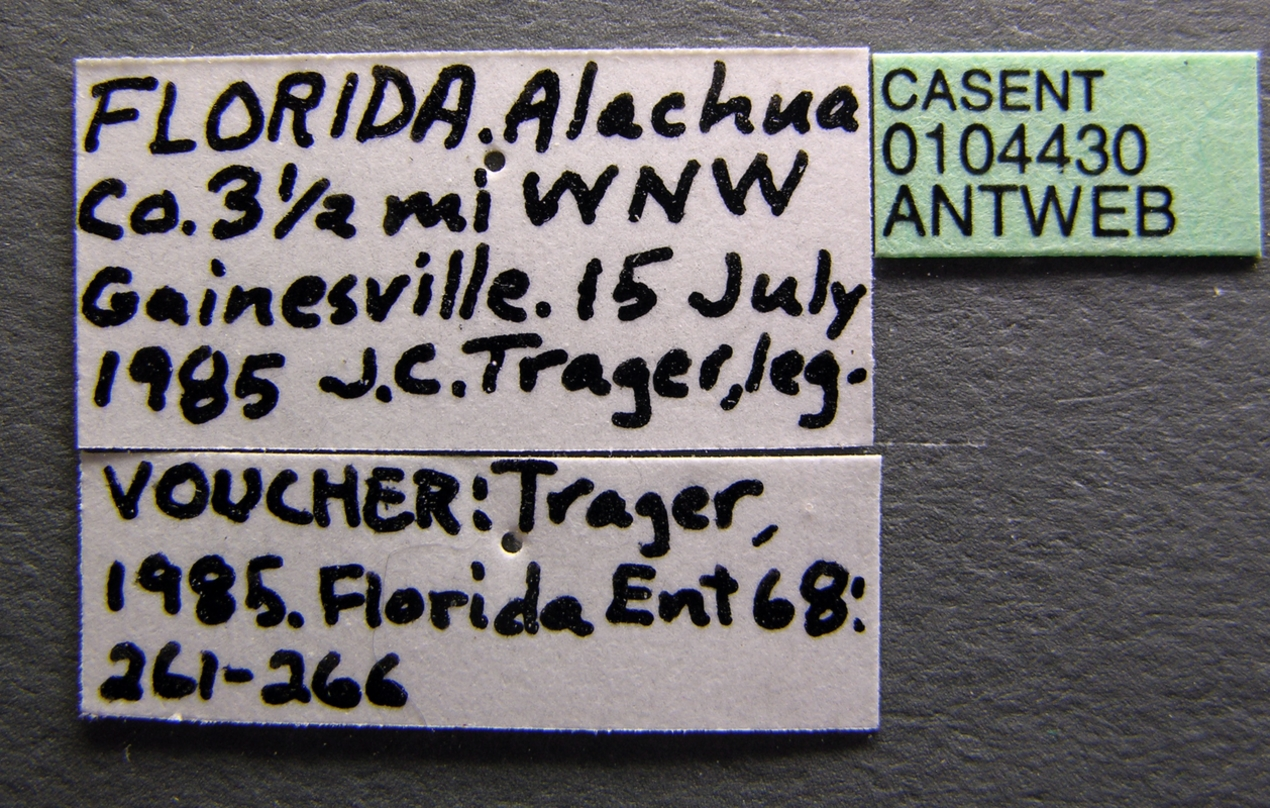